# Strange Lake, Kanada
Strange Lake, Kanada, är ett gruvprojekt i Quebec/Labrador för att utvinna REEmetaller.
Gruvan ska drivas som dagbrott av Quest Rare Minerals Ltd, som är ett kanadensiskt gruvbolag.
Fyndigheten uppskattas till 225 miljoner ton och har en beräknad livslängd av 25 år.